# Iglesia de San Antonio en Tarsia

La Iglesia de Sant'Antonio a Tarsiaes una iglesia monumental en Nápoles,situada en la plaza homónima.

## Historia y descripción

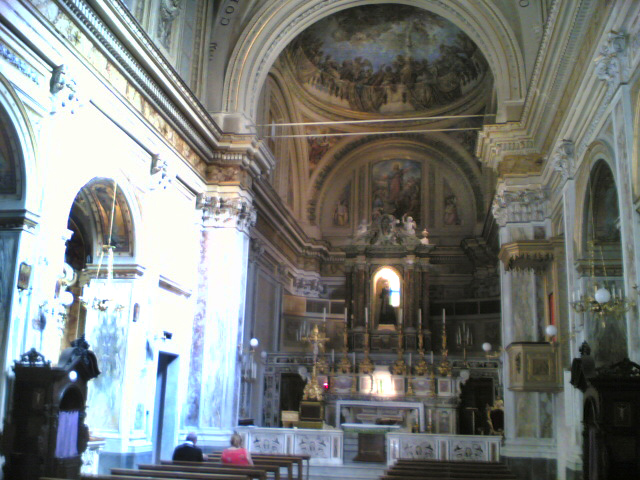
Interior de la iglesia en 2008.

Fue fundada en 1550 en un terreno donado por un tal Evangelista Perrone al capítulo de Saint-Jean-de-Latran para construir una primera iglesia, colocada bajo el nombre de la Virgen del Socorro, muy venerada en el sur de Italia desde una aparición en 1306 a un padre agustino, Nicola La Bruna, en Palermo. Este primer templo fue derribado para dar paso en 1559 al actual, que fue cedido a los franciscanos . También construyeron un nuevo convento, dedicado al Espíritu Santo. La iglesia pronto tomó el sobrenombre de « Spiritosantiello », porque cerca ya había una basílica colocada bajo el nombre del Espíritu Santo.
La sagrada imagen de San Antonio de Padua, que se encuentra en su interior, es inmediatamente muy venerada por el pueblo napolitano que luego da nombre a la iglesia.
La iglesia sufrió profundos cambios en la primera mitad del siglo XVIII. Los estucos de la fachada son de Angelo Viva ; la preciosa estatua de mármol de San Antonio es obra de Francesco Pagano. El piso de mayólica de 1739 es de Donato Massa, mientras que en la sacristía hay un cuadro de Andrea Vaccaro, La Sagrada Familia, y otro de Andrea Miglionico, Pentecostés.